# ОШ „12. септембар” Неготин
ОШ „12. септембар” у Неготину је образовна установа за образовање ученика са сметњама у развоју. Основана је 31. децембра 1968. године за потребе општина Неготин и Кладово.

## Школа данас
У школи има седам учионица, једна играоница, логопедски кабинет, кабинет за педагога, канцеларијски простор. Ентеријер школе је доста солидно урађен и прилагођен потребама ученика. Локација школе је на изузетно безбедном месту за децу уз могућност коришћења великог зеленог простора и асфалтираног терена за мале спортове. 
Образовни – васпитни процес се одвија кроз редовну, разредну наставу, предметну, допунску наставу и кроз ваннаставне активности. У школи раде секције где су укључени сви ученици школе. Њихов рад огледа се у освојеним наградама на конкурсима у области образовања сходно њиховим могућностима и способностима.
Ученици од првог до седмог разреда прате наставу прилагођену њиховим способностима, могућностима и потребама, настава се реализује по ИОП-у, како измењеном, тако и прилагођеном у зависности од индивидуалних потреба детета. Осми разред прати наставу по плану и програму из 1992. године.
Како наша школа има задатак да пружа подршку редовном образовању, од фебруара 2014. Године подршку основном образовању даје логопед школе, а на основу мишљења интерресорне комисије. Пошто је велики број деце са говорном маном, логопед покрива основне школе у граду. Сви ученици обухваћени додатном подршком логопеда имају мишљење Интерресорне комисије и сагласност родитеља.
За реализацију образовно – васпитног процеса школа наилази на потпуну подршку локалне самоуправе, дома „Станко Пауновић“, Школске управе и осталих васпитно – образовних институција у граду што нам омогућава да будемо у свему једнаки са осталим образовним институцијама.